# Закалённое стекло

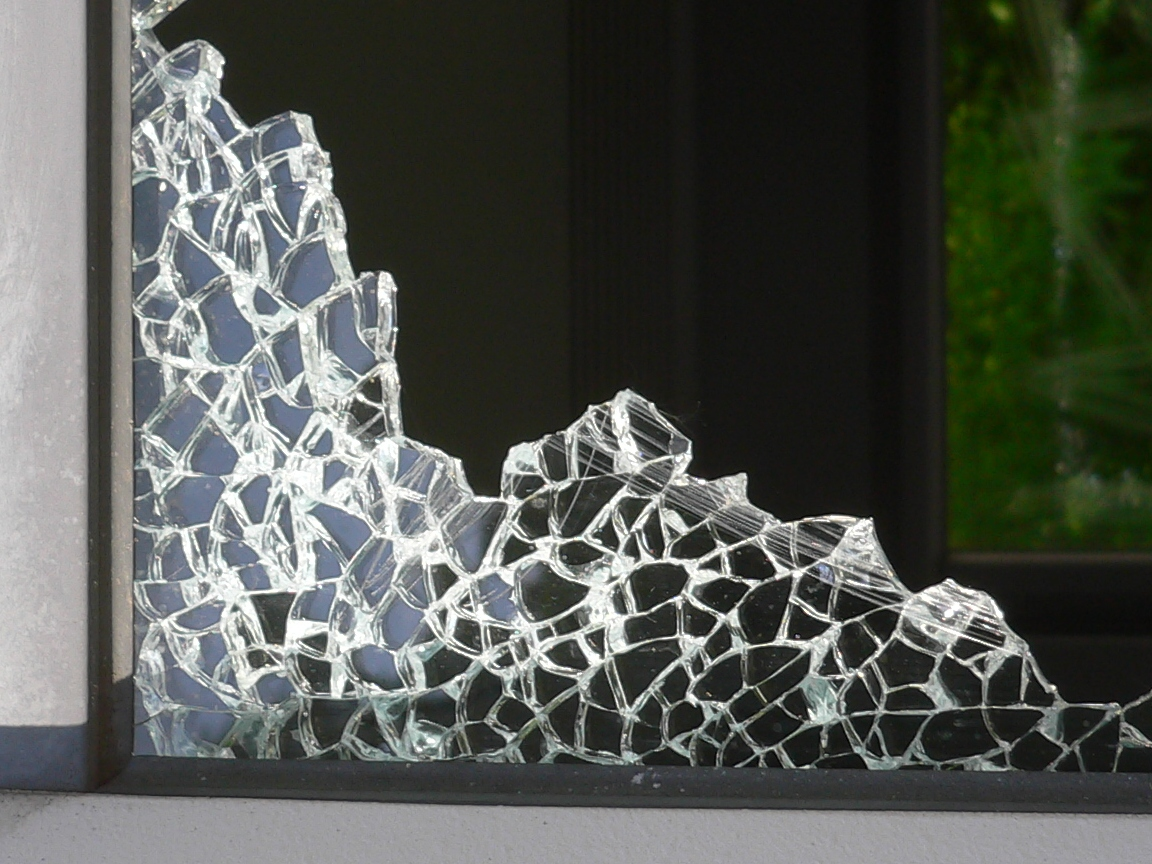
Разрушение закалённого стекла на множество осколков

Закалённое стекло́ — обычное листовое стекло, получаемое нагревом до температуры закалки (650—680 °C) с последующим быстрым равномерным охлаждением холодным воздухом с обеих сторон. В результате такой обработки в поверхностных слоях стекла образуются остаточные механические напряжения сжатия, обеспечивающие его повышенную механическую прочность, термостойкость и безопасность при разрушении. Разбиваясь, такое стекло разрушается на множество мелких осколков с тупыми гранями, которые не способны причинить серьёзные травмы (за исключением попадания в глаза). Подобный эффект является доказательством высокой ударной вязкости этого стекла. Равномерно распределяющаяся энергия ударов в течение сравнительно продолжительного времени образует очень мелкие микротрещины в стекле и позволяет получить мелкие осколки. Таким образом, закаленное стекло обладает тремя основными полезными свойствами, каждое из которых имеет своё предназначение в промышленности.
Безопасность и механическая прочность закаленного стекла используется в строительстве, в изготовлении посуды, психиатрии, витринах магазинов, для устройства заграждений на хоккейных площадках, мебельной, автомобильной и железнодорожной промышленности. Такое свойство, как термостойкость, позволяет остеклять здания без риска термошока, особенно для тонированных в массе стекол. Единственной уязвимостью такого листового стекла является чувствительность к ударам в торец, поскольку в этом месте остаточные напряжения могут легко освободиться и разбить стекло целиком. Подобный эффект часто используется в дизайне (пример: трехслойные столешницы или двери с эффектом «битого стекла»).
Закалённое стекло не подлежит резке, сверлению и другой механической обработке.
В автомобильной промышленности закалённое стекло используют для изготовления боковых или задних автостекол. Использование закаленного стекла как лобового запрещено (мелкие, хоть и не острые осколки могут повредить глаза водителя или пассажиров). Для производства лобовых стекол используют триплекс из незакалённого силикатного стекла. Хотя триплексы из закалённого стекла намного прочнее, они имеют недостаток: быстрая и полная потеря прозрачности из-за растрескивания по всей площади от одного сильного удара. Это, однако, не мешает использовать их в архитектуре и бронированных стеклах, где защита важнее прозрачности. Незакалённый триплекс с трещинами некоторое время может использоваться до замены. Закалённые автомобильные стекла маркируются английским словом «Tempered» — «закалённое стекло» — или буквой «T».
В СССР часто использовался термин «сталинит» (от «сталь») для обозначения ряда видов прочного закалённого стекла. Это использование сохранилось в архитектуре и строительстве.  